# PASSION (イメージガール)
PASSION（パッション）とは、日本のレコード会社・エイベックスがプロデュースした、全日本GT選手権（現・SUPER GT）イメージガールユニットの名称である。

## 概要
- プロデューサー：エイベックス株式会社新人開発育成部統括責任者 大塚賢二
- イメージガールの前身は1998年の『GT QUEENS』。当時は6人編成でGTレースを盛り上げていた。それをさらに発展させたのが現在に至る4人編成のイメージガールユニットである。
- テレビ東京の番組『スキヤキ!!ロンドンブーツ大作戦』に1999のメンバー4人で出演し、番組コーナーのヤミスキクイーンには山口五和が選ばれた。
- 記念すべき初代は応募総数1,100名の中から選出。ユニット名は「情熱」を意味する『PASSION』と命名された。以後、このユニットはメンバーを変えつつも3年間にわたり引き継がれた。
- PASSION解散後、同一名称で1年以上存続したGTイメージガールユニットは『IA GIRL STARS』（2013年 - 2014年）まで存在しなかった。また同一名称のユニットで2年間GTイメージガールを務めたケースは、山口五和と石川加奈子のみである（2014年現在）。

## メンバー
※プロフィールはいずれも当時のもの。

### 1999年
- 山中百合子（やまなか ゆりこ） 1976年3月12日生まれ、千葉県出身。身長：168cm、B:86、W:58、H:85
- 越田仁美（こしだ ひとみ） 1977年3月1日生まれ、埼玉県出身。身長：162cm、B:83、W:59、H:85
- 山口五和（やまぐち さわ） 1977年5月14日生まれ、東京都出身。身長：165cm、B:80、W:60、H:85
- 大川伸子（おおかわ のぶこ） 1978年3月16日生まれ、東京都出身。身長：164cm、B:89、W:59、H:87

### 2000年
※この年はユニット名が『PASSION2000』となる。
- 山口五和（やまぐち さわ） - 前年から続投。
- 真崎麻衣（まさき まい） 1977年9月28日生まれ、東京都出身。身長：162cm、B:85、W:55、H:84
- 石川加奈子（いしかわ かなこ） 1979年6月21日生まれ、東京都出身。身長：160cm、B:83、W:59、H:83
- 原田梢（はらだ こずえ） 1981年4月13日生まれ、大阪府出身。身長：162cm、B:82、W:60、H:82

### 2001年
- 石川加奈子（いしかわ かなこ） - 前年から続投。
- 手塚香織（てづか かおり） 1977年4月15日生まれ、山梨県出身。身長：160cm、B:85、W:57、H:81
- 毛利百恵（もうり ももえ） 1981年2月3日生まれ、岐阜県出身。身長：160cm、B:83、W:58、H:84
- 本橋春花（もとはし はるか） 1982年7月8日生まれ、東京都出身。身長：160cm、B:80、W:57、H:83

## CD
いずれもavex traxより発売。
| タイトル                                                    | 発売年月日    | 品番       | 曲名                                        |
| ----------------------------------------------------------- | ------------- | ---------- | ------------------------------------------- |
| SUPER EUROBEAT presents GTC SPECIAL HYPER NON-STOP MEGAMIX  | 1999年4月21日 | AVCD-11721 | REMEMBER ME                                 |
| SUPER EUROBEAT presents GTC SPECIAL 2000 ~NON-STOP MEGAMIX~ | 2000年4月19日 | AVCD-11790 | HEARTBEAT                                   |
| SUPER EUROBEAT presents GTC SPECIAL 2001 ~NON-STOP MEGAMIX~ | 2001年4月25日 | AVCD-11924 | SPEEDY SPEEDY HEARTBEAT（B4 ZA BEAT REMIX） |
| SUPER EUROBEAT presents GTC SPECIAL 2001 ~SECOND ROUND~     | 2001年9月12日 | AVCD-11983 | BABY I'M YOUR LADY MAYBE LOVE               |